# Max Vogler
Max Vogler (* 13. Juni 1854 in Lunzenau; † 7. Oktober 1889 ebenda) war deutscher Lyriker und Belletrist, darüber hinaus produktiver Rezensent und Literaturhistoriker.

## Leben
Er lebte und wirkte die meiste Zeit seines Lebens im sächsischen Lunzenau.
Nach Erlangung des Lehrerexamens studierte Vogler Philologie, Philosophie und Geschichte an den Universitäten Zürich, Jena und Berlin. Mit der literaturwissenschaftlichen Dissertation Sjúrðar kvæði. Die färöischen Lieder von Sigurd promovierte er im Jahre 1877 an der Universität Freiburg im Breisgau. Die Anregung zu dieser Arbeit dürfte er durch seinen Zürcher Lehrer, Ludwig Ettmüller, erhalten haben, welcher altnordische Literatur ins Deutsche übersetzt und entsprechende Anthologien herausgegeben hat.
Vogler war Schriftsteller der Gründerjahre mit sozialkritischer und antiklerikaler Tendenz. Sein Werk wurde vornehmlich in Zeitungen abgedruckt, die der Sozialdemokratie und der Freidenkerbewegung nahestanden. Vor allem war es seine Lyrik, mit der er materielles Denken als Folge unaufhaltsamer Industrialisierung geißelte. Naturbilder dienen als Metaphern für die Überwindung auferlegter Zwänge durch gesellschaftsbedingte Entwicklungen. Freies Denken und tugendhaftes Handeln des Einzelnen werden von Vogler propagiert und eingefordert.
Vogler hatte einen umfangreichen Briefwechsel mit und engen Kontakt zu Wilhelm Liebknecht, der Voglers Lyrik im Zuge der Naturalismusdebatte mit den Versen von Ferdinand Freiligrath und Georg Herwegh verglich. Liebknecht hielt die Grabrede für Vogler.
Der Versuch, die gesammelten Arbeiten Max Voglers posthum herauszugeben, scheiterte. Der renommierte sozialdemokratische Verleger Dietz lehnte ab. Heute gilt der Nachlass als verschollen.

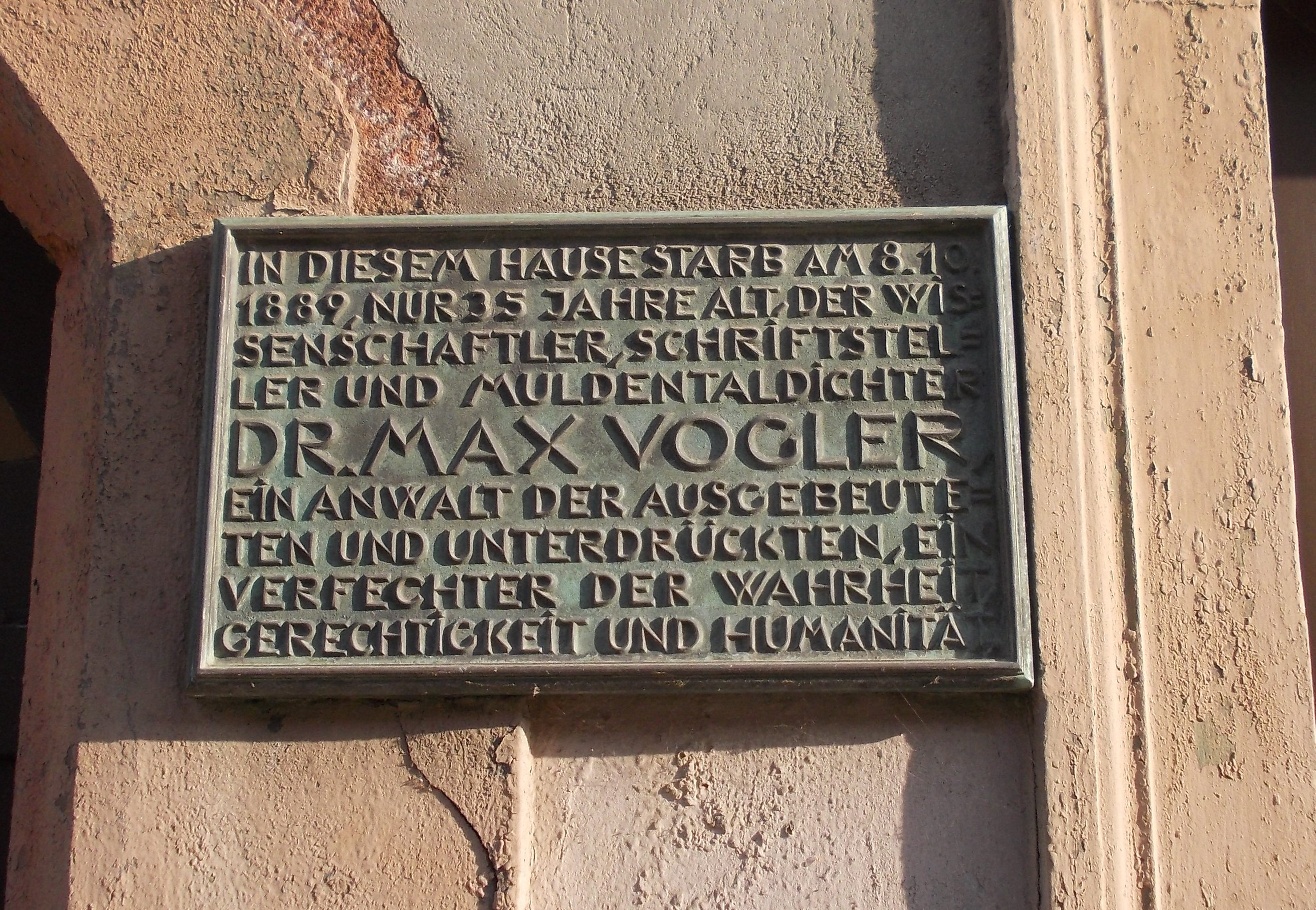
Gedenktafel an seinem Sterbehaus in der Karl-Marx-Straße 11 in Lunzenau

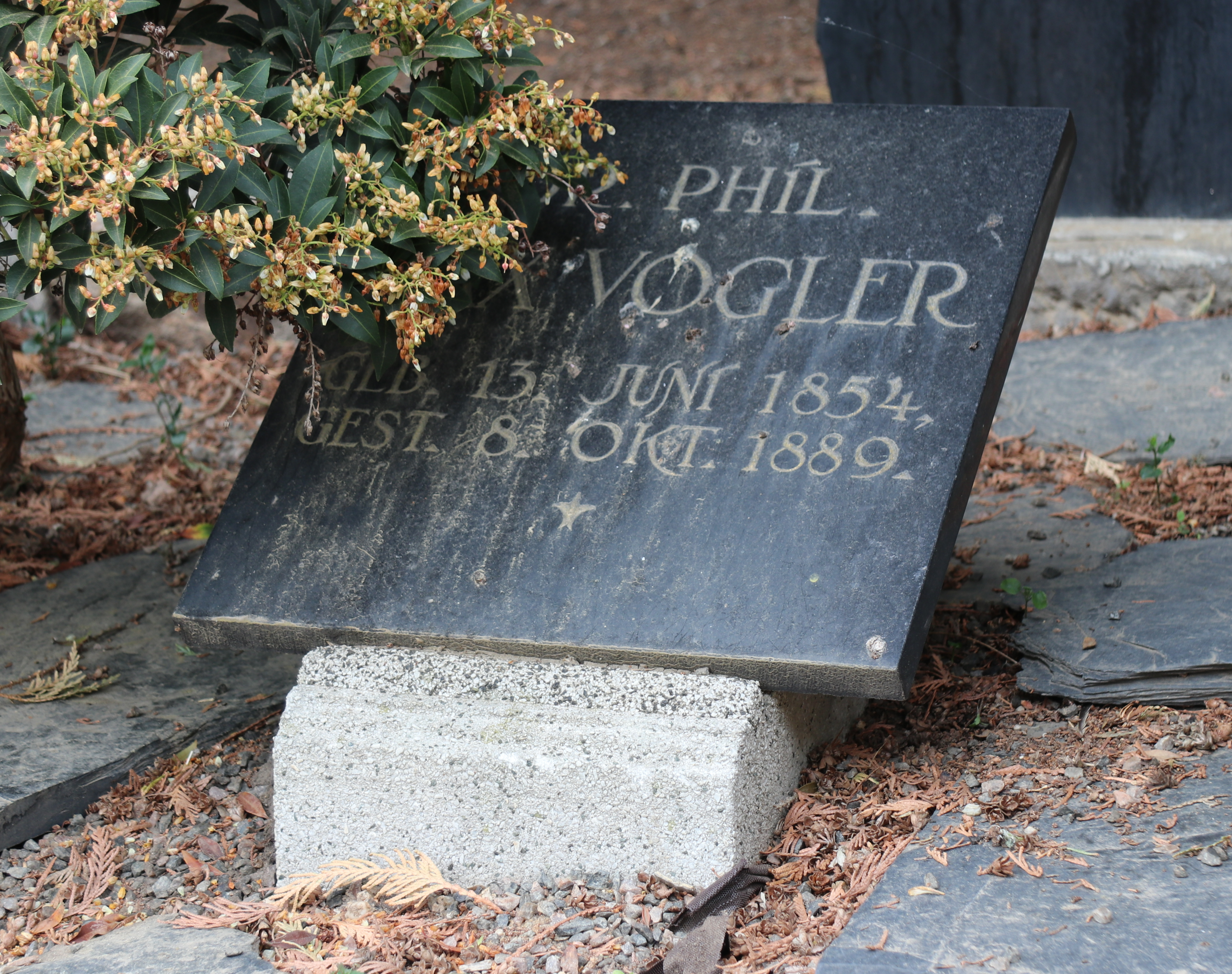
Grabstein von Max Vogler auf dem Friedhof in Lunzenau

## Werke

### Gedichte
- Erste Blumen, 1876
- Nachtfrieden, 1876
- Lieder eines Gefangenen, 1876
- An die Natur. Eine Ode, 1887
- Menschenwert, 1889

### Romane
- Der Herr Kommerzienrat, München 1883
Dieser Roman zog einen langwierigen Gerichtsprozess nach sich. Der Hauptanklagepunkt lautete Verleumdung: Ein in Lunzenau ansässiger Fabrikant fühlte sich kompromittiert. Es gab Gefängnisstrafen für Verleger und Buchhändler und die Konfiszierung aller gedruckten Exemplare. Das Reichsgericht verwarf den Revisionsantrag mit dem Hinweis, es habe sich um Aufwiegelung gehandelt. Das einzige Exemplar wurde vom in Lunzenau geborenen Heinz Winkler im Münchner Staatsarchiv gefunden und ist als Faksimile der Stadt Lunzenau überreicht.

- Im Dorf der Schmied, Leipzig 1887
Erzählung aus dem Elsass als Beitrag zur Überwindung der Gegensätze zwischen Deutschland und Frankreich.